# Szczerków
Szczerków – część wsi Konarzew w Polsce położona w województwie wielkopolskim, w powiecie krotoszyńskim, w gminie Zduny.
W latach 1975–1998 Szczerków należał administracyjnie do województwa kaliskiego.
W okresie Wielkiego Księstwa Poznańskiego (1815-1848) miejscowość wzmiankowana jako folwark Szczerków należała do wsi mniejszych w ówczesnym pruskim powiecie Krotoszyn w rejencji poznańskiej. Folwark Szczerków należał do okręgu kobylińskiego tego powiatu i stanowił część majątku Konarzewo, którego właścicielem była wówczas Tekla Morawska. Według spisu urzędowego z 1837 roku wieś liczyła 80 mieszkańców, którzy zamieszkiwali 10 dymów (domostw).